# Constantes de Beraha
Las constantes de Beraha son una serie de constantes matemáticas. La enésima constante de Beraha está dada por
{\displaystyle B(n)=2+2\cos \left({\frac {2\pi }{n}}\right).}
Ejemplos notables de constantes de Beraha incluyen {\displaystyle B(5)} es {\displaystyle \varphi +1}, dónde {\displaystyle \varphi } es la proporción áurea, {\displaystyle B(7)} es la constante de plata (también conocida como raíz de plata),  y {\displaystyle B(10)=\varphi +2} .
La siguiente tabla muestra las primeras diez constantes de Beraha:
| {\displaystyle n} | {\displaystyle B(n)}                          | Aproximadamente |
| ----------------- | --------------------------------------------- | --------------- |
| 1                 | 4                                             |                 |
| 2                 | 0                                             |                 |
| 3                 | 1                                             |                 |
| 4                 | 2                                             |                 |
| 5                 | {\displaystyle {\frac {1}{2}}(3+{\sqrt {5}})} | 2.618           |
| 6                 | 3                                             |                 |
| 7                 | {\displaystyle 2+2\cos({\tfrac {2}{7}}\pi )}  | 3.247           |
| 8                 | {\displaystyle 2+{\sqrt {2}}}                 | 3.414           |
| 9                 | {\displaystyle 2+2\cos({\tfrac {2}{9}}\pi )}  | 3.532           |
| 10                | {\displaystyle {\frac {1}{2}}(5+{\sqrt {5}})} | 3.618           |